# Hassel – Offren
Hassel – Offren är en svensk TV-film från 1989.

## Handling
Ett spaningsuppdrag efter en misstänkt langare av svartslaktat kött slutar i en tragedi, då en polis skjuts till döds. Spaningarna efter mördarna leder polisen in på ett spår som man inte hade väntat sig.

## Om filmen
Filmen är den sjätte i raden av Hassel-filmer som SVT Drama producerade mellan 1986 och 1992. Filmen, som bygger på Olov Svedelids bok med samma namn från 1984, fick mycket bra kritik. Den ansågs väldigt aktuell när den sändes första gången på Kanal 1 den 31 mars 1989.

## Rollista
- Lars-Erik Berenett – Roland Hassel
- Björn Gedda – Simon Palm
- Robert Sjöblom – Pelle Pettersson
- Allan Svensson – Sune Bengtsson
- Leif Liljeroth – Yngve Ruda
- Ingrid Janbell – Virena
- Stefan Ekman – Einar Bolinder
- Anders Ahlbom – Sören Linder
- Sven-Åke Wahlström – Magnus Karlsson
- Tor Isedal – Lundstedt
- Birgitte Söndergaard – Ylva Sahlman
- Suzanne Ernrup – Vera Linder
- Lars Dejert – Wolfgang Stundt
- Roland Jansson – Birger Flinck
- Bo Höglund – Tommy Davidsson
- Pelle Höjer – Edvard Andén
- Gunilla Bergerham – Jytte Schiller
- Berit Gustafsson – fru Nilzen
- Sture Hovstadius – vaktmästare
- Yvonne Liljendahl – dagmamma
- Gregor Dahlman – Manne
- Gun Robertson – värdinna
- Anna-Lisa Olsson-Birke – receptionist
- Sven-Olof Hultgren – Eriksson
- Ulla-Britt Hedenberg – fru Eriksson
- Nicke Lundblad – polis
- Bengt Engberg – Arnesson